# Dunkerque
 "Dunkirk" omdirigeres hertil. For anden betydning, se Dunkirk (film).
Dunkerque, eller Dynkirke, er en industri- og havneby i Nordfrankrig. 

## Navnet
Oprindelig var Dunkerque flamsksproget. I dag er størstedelen af befolkningen i byområdet fransktalende. Der er et flamsktalende mindretal. Byen hedder Duunkerke på vestflamsk, som betyder „klit-kirke“; Dunkerque er en forfranskning.

## Historie
Dunkerque er nævnt i historiske dokumenter fra det 6. århundrede som en fiskerilandsby.
Byen opnåede historisk betydning i løbet af kong Ludvig XIV's tid, takket være hans fæstningsbygger, Vauban, og den lokale korsar, Jean Bart, som blev født i byen.
Under Første Verdenskrig var byen en del af det umiddelbare opland til den belgiske Yser-front og blev mål for tyske bombardementer.
Mere end 330.000 britiske og allierede soldater blev evakueret fra kysten fra 29. maj til 3. juni 1940 i forbindelse med slaget ved Dunkerque.

## Geografi
Byen ligger ca. 20 km vest for byen De Panne ved den belgiske grænse. Den er både et af de fem underpræfekturer i departementet Nord og en kommune i regionen Hauts-de-France. Den er også hovedby i arrondissementet af samme navn, som stort set svarer til den franske del af Westhoek i Fransk Flandern.

## Demografi og samfund
Den har 90.000 indbyggere kaldet Dunkerquois. Sammen med seksten nabokommuner danner byen en interkommunal enhed Communauté urbaine de Dunkerque Grand Littoral med en samlet befolkning på næsten 200.000.

## Kultur og oplevelser
Byen er også berømt for sine karnevalsfester, som tiltrækker besøgende fra hele regionen.

## Økonomi
Økonomisk har byen betydning pga. havnen ved den Engelske Kanal. Den har en årlig godsomsætning på 40.000.000 til 50.000.000 ton. Havneområdet er det tredjestørste i landet efter Marseille og Le Havre.